# Исуатан (муниципалитет)
Исуата́н (исп. Ixhuatán) — муниципалитет в Мексике, штат Чьяпас, с административным центром в одноимённом посёлке. Численность населения, по данным переписи 2020 года, составила 11 377 человек.

## Общие сведения
Название Ixhuatán с языка науатль можно перевести как место зелёной листвы.
Площадь муниципалитета равна 94,4 км², что составляет 0,1 % от площади штата, а наиболее высоко расположенное поселение Эль-Наранхо, находится на высоте 1648 метров.
Он граничит с другими муниципалитетами Чьяпаса: на севере с Солосучьяпой, на северо-востоке с Аматаном, на востоке с Пуэбло-Нуэво-Солистауаканом, на юге с Ринкон-Чамула-Сан-Педро, Тапилулой и Пантепеком, на западе с Чапультенанго.

## Учреждение и состав
Муниципалитет был образован 23 февраля 1944 года, по данным 2020 года в его состав входит 37 населённых пунктов, самые крупные из которых:
| Код INEGI                  | Населённый пункт                                                                             | Численность населения (2005 год) | Численность населения (2010 год) | Численность населения (2020 год) |
| -------------------------- | -------------------------------------------------------------------------------------------- | -------------------------------- | -------------------------------- | -------------------------------- |
| 042                        | Всего                                                                                        | 8734                             | 10239                            | 11377                            |
| 0001                       | Исуатан (исп. Ixhuatán) 17°17′36″ с. ш. 93°00′30″ з. д. (административный центр)             | 3109                             | 3621                             | 3674                             |
| 0131                       | Сустентабле-Исуатан (исп. Ciudad Rural Sustentable Ixhuatán) 17°17′32″ с. ш. 93°01′01″ з. д. | —                                | —                                | 1759                             |
| 0024                       | Игнасио-Сарагоса (исп. Ignacio Zaragoza) 17°17′26″ с. ш. 92°56′17″ з. д.                     | 951                              | 1222                             | 1393                             |
| 0006                       | Чапаяль-Гранде (исп. Chapayal Grande) 17°17′47″ с. ш. 92°56′43″ з. д.                        | 858                              | 1112                             | 1272                             |
| 0019                       | Санта-Анита (исп. Santa Anita) 17°17′55″ с. ш. 92°58′36″ з. д.                               | 449                              | 534                              | 569                              |
| 0038                       | Похаяль-2 (исп. Pojayal 2da. Sección) 17°17′27″ с. ш. 92°58′50″ з. д.                        | 302                              | 371                              | 462                              |
| 0018                       | Сан-Мигель (исп. San Miguel) 17°19′21″ с. ш. 93°02′58″ з. д.                                 | 288                              | 479                              | 410                              |
| —                          | Прочие                                                                                       | 2777                             | 2900                             | 1838                             |
| Названия на карте Генштаба |                                                                                              |                                  |                                  |                                  |

## Экономическая деятельность
По статистическим данным 2000 года, работоспособное население занято по секторам экономики в следующих пропорциях:
- сельское хозяйство, скотоводство и рыбная ловля — 78,9 %;
- промышленность и строительство — 4,1 %;
- торговля, сферы услуг и туризма — 14 %;
- безработные — 3 %.

### Сельское хозяйство
Основная выращиваемая культура — кофе, кукуруза и бобы.

### Животноводство
В муниципалитете разводится крупный рогатый скот с целью получения молока и мяса.

### Лесное хозяйство
Производится заготовка древесины — испанский кедр и сосна.

## Инфраструктура
По статистическим данным 2020 года, инфраструктура развита следующим образом:
- электрификация: 99,2 %;
- водоснабжение: 77,2 %;
- водоотведение: 98,1 %.

## Туризм
Основными достопримечательностями являются природные пейзажи и многочисленные водопады на реке Сьерра.